# Silvije Strahimir Kranjčević
Silvije Strahimir Kranjčević (Senj, 1865 - Sarajevo, 1908) escritor croata.
Aprobó el examen para maestro en 1886 en Zagreb, pero no pudo ejercer en Croacia y se fue a enseñar a Bosnia-Herzegovina. Enseñó en Mostar, Livno, Bijeljina y Sarajevo.
Su poesía supone un cambio desde el romanticismo y el nacionalismo a temas más universales y expone en ella su frustración ante las injusticias sociales. Es bastante conocido por su anticlericalismo.
- Datos: Q470704
- Multimedia: Silvije Strahimir Kranjčević / Q470704